# Alfred Hess (Kunstsammler)

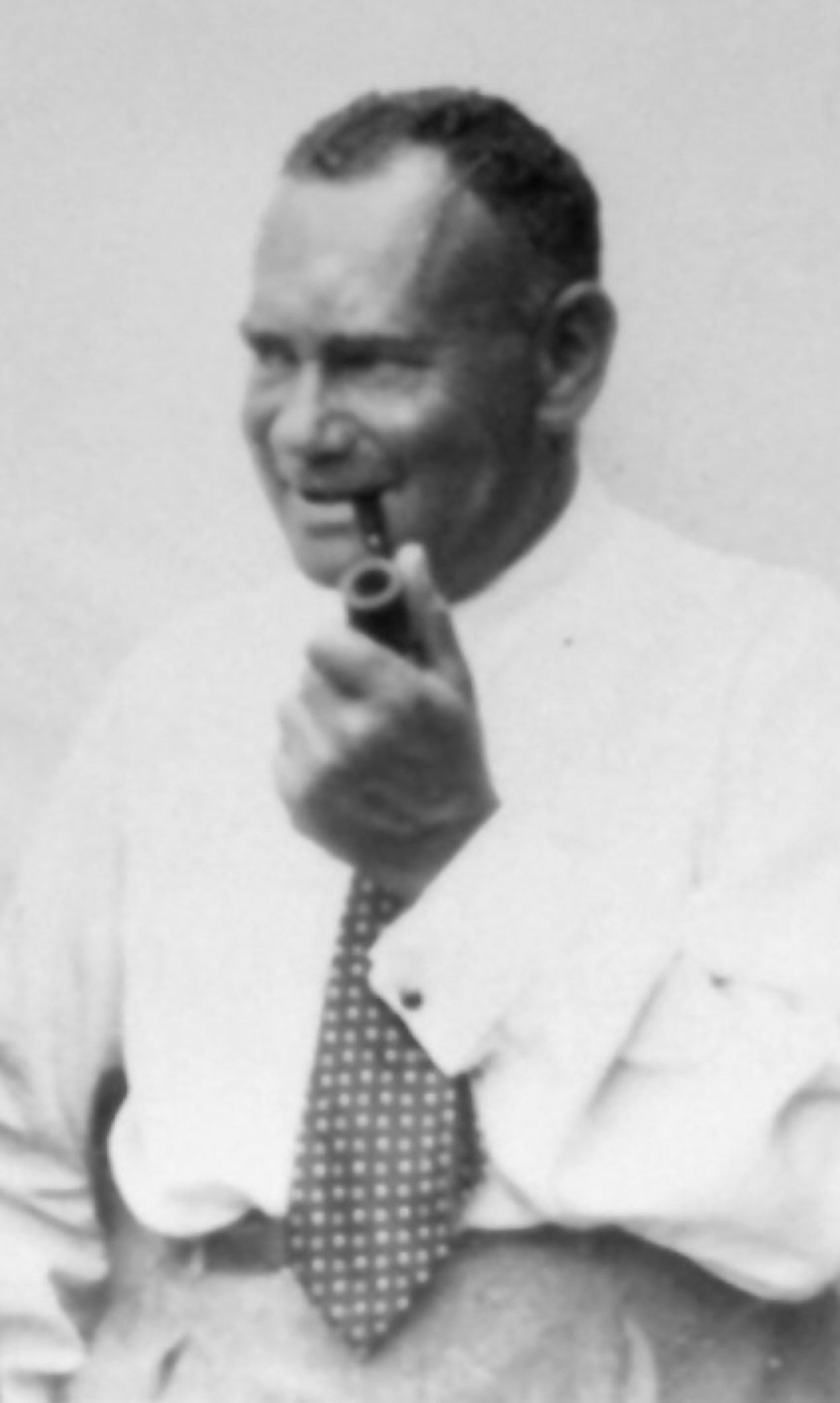
Alfred Hess, 1925

Alfred Hess (* 19. Mai 1879 in Erfurt; † 24. Dezember 1931 in Jena) war ein deutscher Kaufmann, Unternehmer, Kommunalpolitiker, Kunstsammler und -mäzen.

## Familie

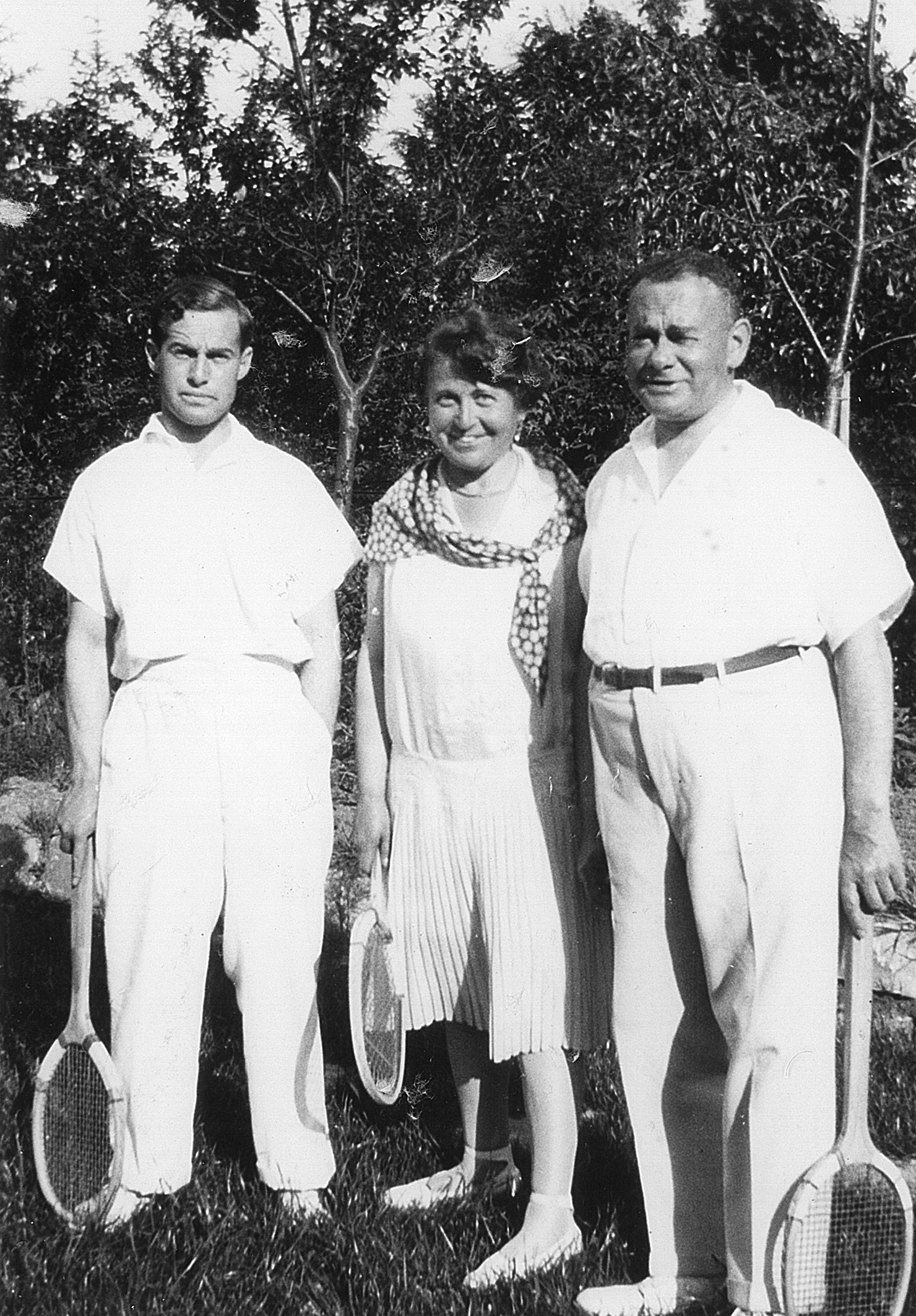
Alfred Hess (rechts) mit seiner Ehefrau Thekla, geb. Pauson, und seinem 20-jährigen Sohn Hans (links), Sommer 1928

Alfred Hess wuchs in Erfurt als Sohn des (jüdischen) Schuhfabrikanten Maier Hess (1849–1915) und dessen Ehefrau Amalie Hess geb. Nordheimer (1851–1927) auf.
Alfred Hess heiratete Thekla Pauson (1884–1968), die Tochter des im oberfränkischen Lichtenfels ansässigen (jüdischen) Korbwarenfabrikanten Pankraz Pauson (1852–1910) und dessen Ehefrau Rosa Pauson geborene Fechheimer (1864–1949). Das Ehepaar bekam einen Sohn, den späteren Kunsthistoriker und Museumskurator Hans Hess OBE (1908–1975).
Thekla Hess zog nach dem frühen Tod ihres Ehemanns in ihre Geburtsstadt Lichtenfels zurück, wo sie engen Kontakt mit der kunstaffinen Familie des (jüdischen) Unternehmers, Kunstsammlers und -mäzens Otto Bamberger pflegte. Dies dokumentiert erhaltene private Korrespondenz der Henriette genannt Jetta Bamberger geborene Wolff (1891–1978) aus den 1930er Jahren.
Eine Kusine von Alfred Hess war die Kunsthistorikerin Trude Krautheimer-Hess.

## Familieneigenes Unternehmen
Alfred Hess’ Vater Maier Hess gründete im Jahr 1879 zusammen mit seinem Bruder Louis Hess (1850–1915) die Schuhfabrik Maier & Louis Hess, die Schuhe nicht mehr handwerklich, sondern auf maschineller Basis und in großer Stückzahl herstellte. Ende des 19. Jahrhunderts wurden die Fabrikgebäude in einem Erfurter Gewerbegebiet (Moltkestraße 91, heute Thälmannstraße 60, nahe dem Hauptbahnhof) um Neubauten erweitert und in der Folge ständig modernisiert. Um 1898 entstand daneben eine repräsentative Unternehmervilla im Stil des Historismus, die von den Familien des Maier Hess und des Louis Hess bewohnt wurde. In diesem Gebäude wuchs Alfred Hess auf, später auch dessen Neffe Kurt Ludwig Hess, der sich viel lieber in der Familie seines Onkels Alfred als bei der seines Vaters Louis aufhielt.

## Wirken

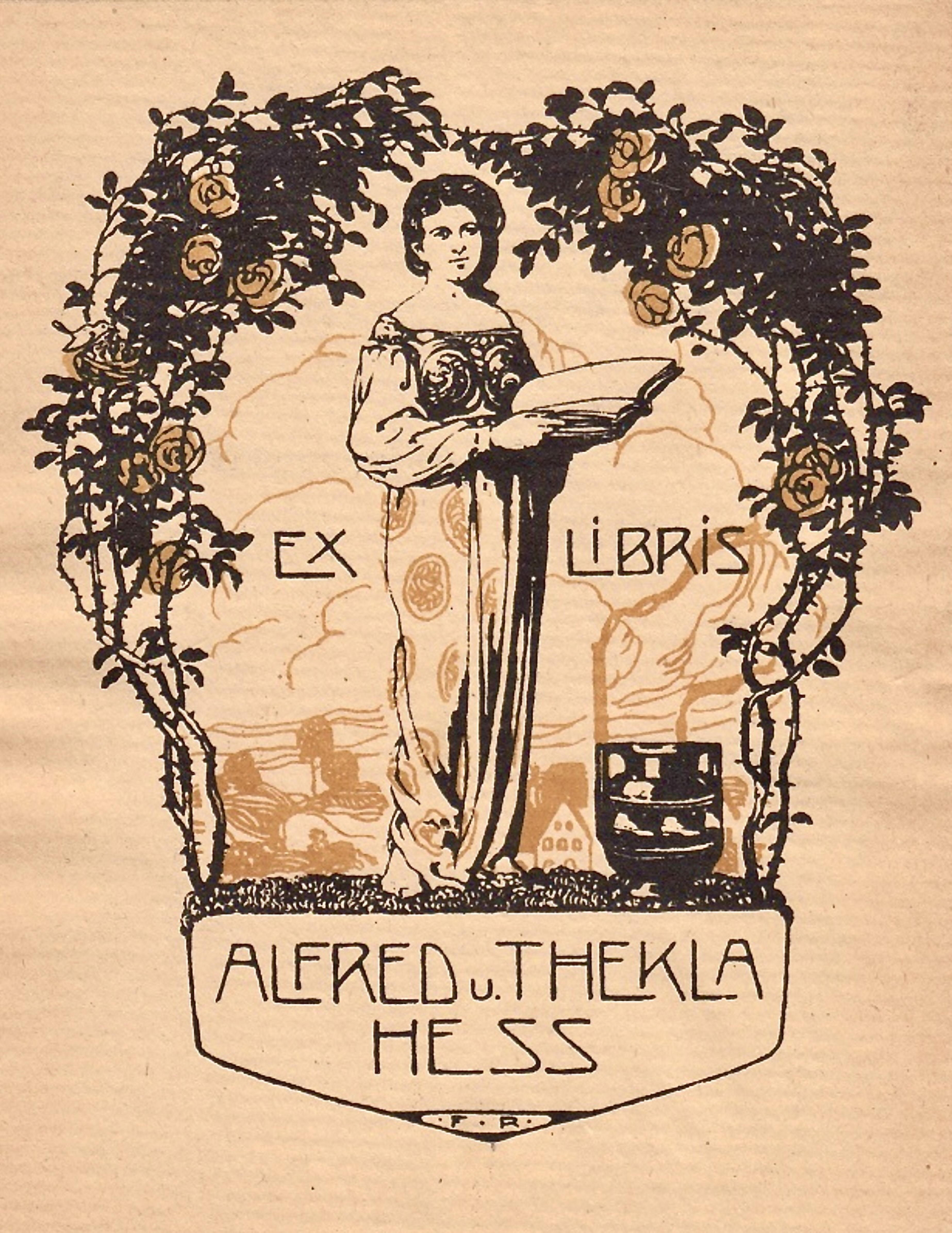
Exlibris von Alfred und Thekla Hess, 1900er Jahre

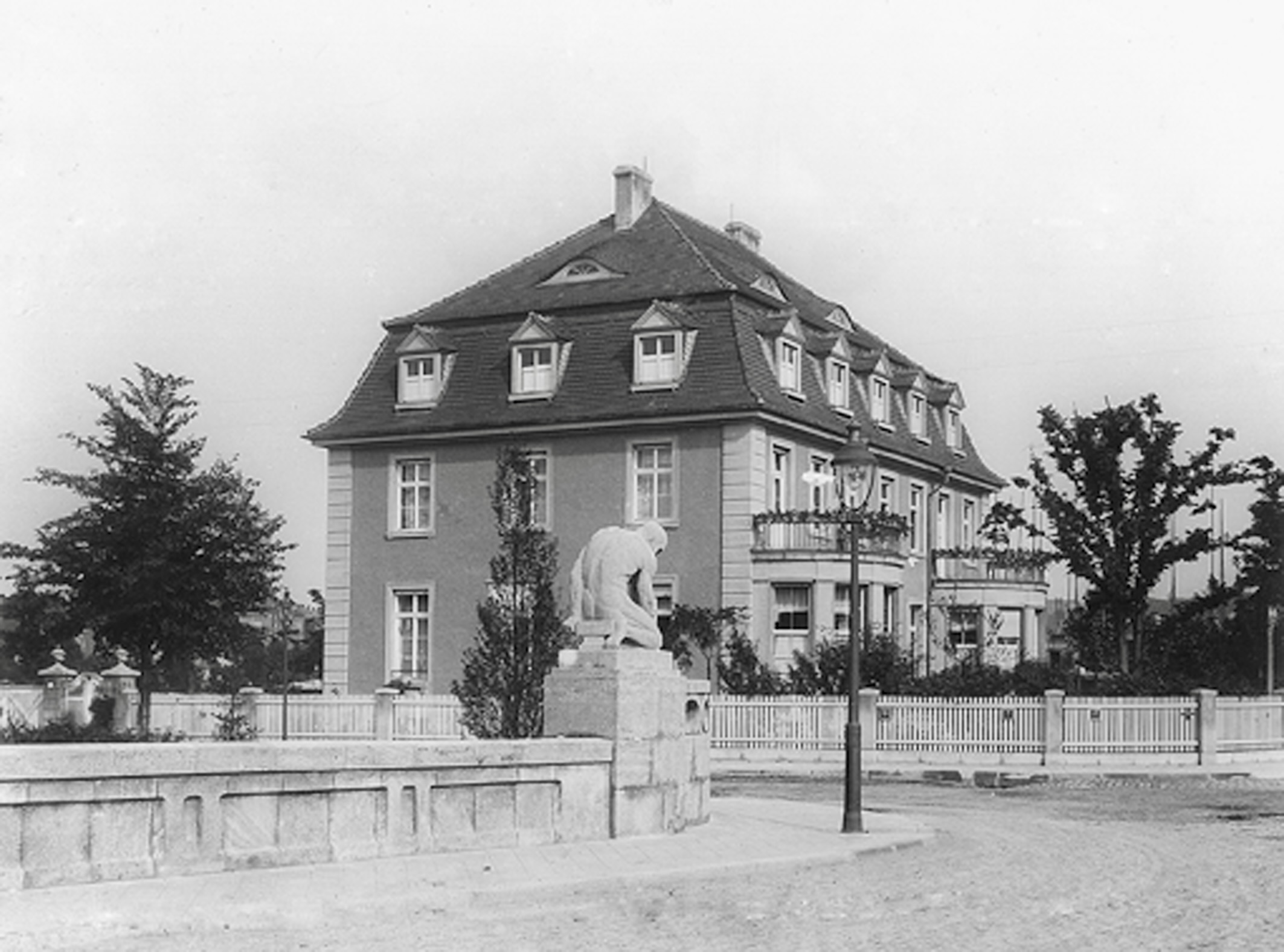
Villa Hess von der Hohenzollernbrücke bzw. Hohenzollernstraße (heute: Alfred-Hess-Straße) aus gesehen, um 1920

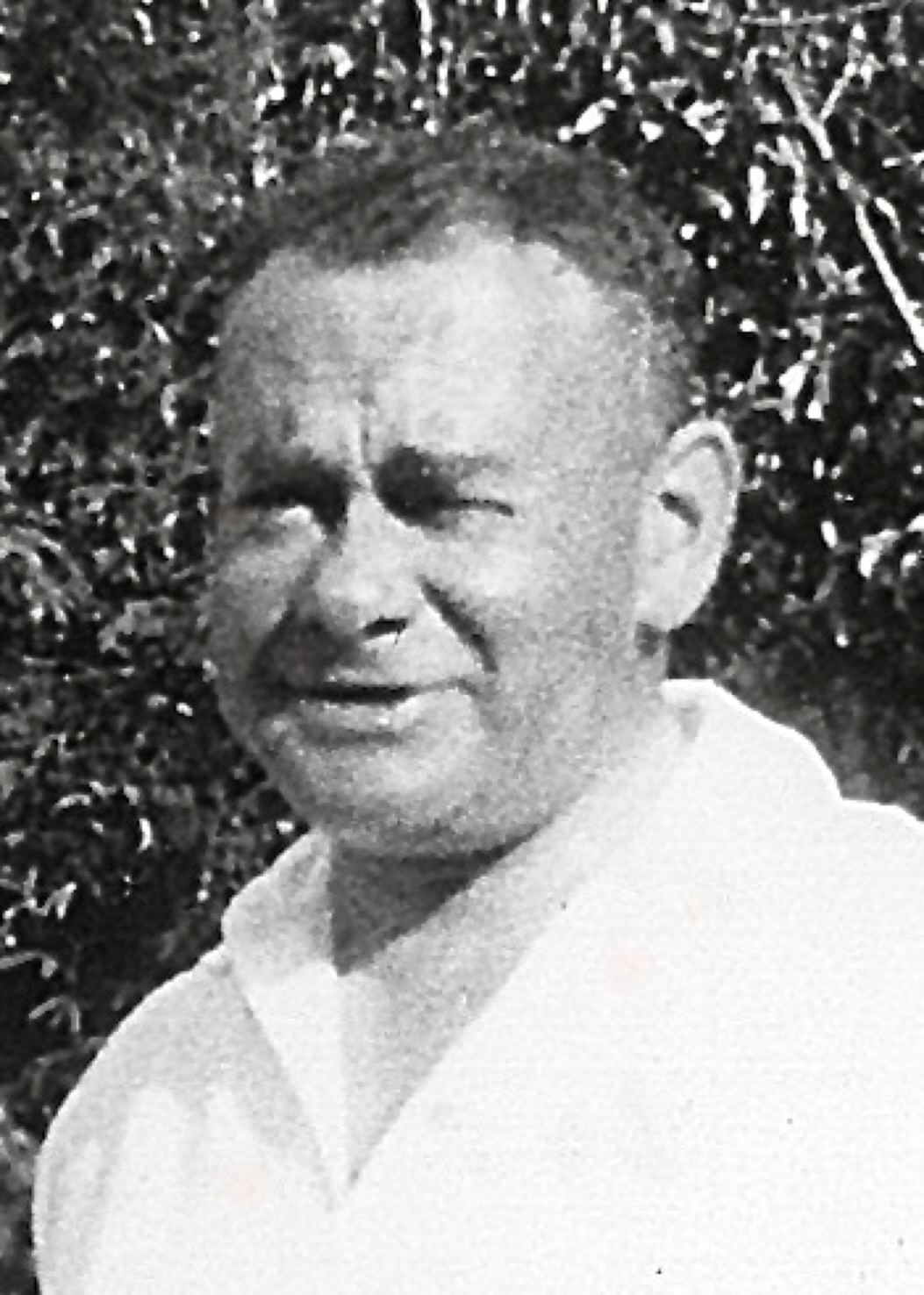
Alfred Hess, Sommer 1928

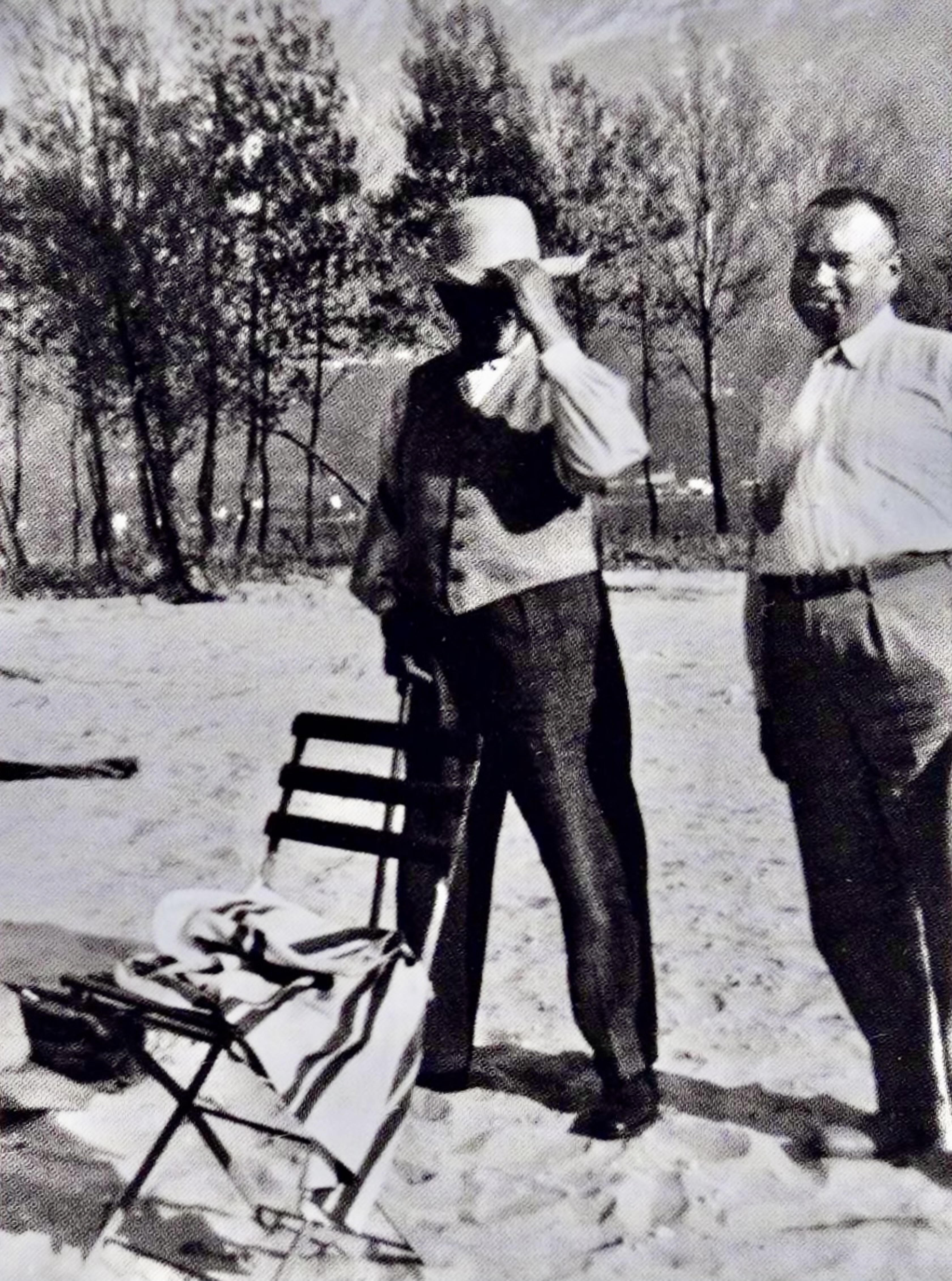
Christian Rohlfs (links), Alfred Hess mit Pfeife, in Ascona im Tessin, 1929

Nach einer kaufmännischen Ausbildung arbeitete Alfred Hess im Unternehmen seiner Familie, um sich sowohl auf die Branche als auch einen späteren Einstieg in die Geschäftsführung vorzubereiten. Als einziger Sohn der Familie war er automatisch als Nachfolger seines Vaters vorgesehen.
Bereits in den 1900er Jahren begann Alfred Hess Kunstwerke zu erwerben und zu sammeln – der Beginn der Sammlung Alfred & Thekla Hess. Ab dem Jahr 1907, d. h. beginnend in der als „hochherrschaftlich“ charakterisierten Etagenwohnung im Haus Arnstädter Straße 1II. an der Ecke zur Bismarckstraße, führten er und seine Ehefrau ein Gästebuch, in das sich in den folgenden rund 25 Jahren zahlreiche Besucher eintrugen; Künstler hinterließen darin neben handschriftlichen Widmungen ab Februar 1919 auch Zeichnungen und Aquarelle. Dieses Gästebuch, heute im Bauhaus-Archiv in Berlin, wird aufgrund der Vielzahl enthaltener Eintragungen bzw. Widmungen durch heute namhafte und zum Teil international bekannte Künstler als einzigartiger zeitgenössischer Beleg der deutschen expressionistischen Kunstszene der 1920er Jahre betrachtet.
Nachdem 1908 der Sohn Hans geboren worden war, erteilte Alfred Hess 1909 dem Erfurter Architekten Max Brockert den Auftrag, auf dem Grundstück Richard-Breslau-Straße 14 an der Ecke zur Hohenzollernstraße (heute: Alfred-Hess-Straße) eine repräsentative Villa für seine eigene Familie zu errichten. Das Gebäude steht heute unter Denkmalschutz.
Als im August 1914 der Erste Weltkrieg ausbrach, meldete er sich als Kriegsfreiwilliger. Seine Erfahrungen als Soldat veränderten seine gesellschaftliche und kulturelle Orientierung maßgeblich. Dies beeinflusste u. a. seine künftige Fokussierung auf Werke der Moderne, insbesondere auf den Expressionismus.
Als sein Vater 1915 starb, wurde der 36-jährige Alfred Hess vorzeitig zum geschäftsführenden Gesellschafter des Unternehmens berufen, das international tätig war und zum zweitgrößten Schuhhersteller im Deutschen Reich aufstieg.
Nach Kriegsende und den Unruhen während der Novemberrevolution begann Alfred Hess damit, sich politisch zu engagieren. Er trat der linksliberalen Deutschen Demokratischen Partei (DDP) bei, gehörte von 1919 bis 1924 der Erfurter Stadtverordnetenversammlung an und setzte sich vehement für eine Stärkung und Festigung der jungen deutschen Demokratie während der Zeit der Weimarer Republik ein. Thematisch setzte er einen Schwerpunkt auf die Bildende Kunst. Als Unternehmer sorgte er für eine Verbesserung der Arbeitsbedingungen seiner Fabrikarbeiter und plante den Bau geförderter, d. h. bezahlbarer Werkswohnungen. Zudem war er Mitbegründer des Erfurter Fußballclubs.
Die in Eichenholz ausgeführte Möblierung seiner Villa im Stil des Historismus ersetzte er während der 1920er Jahre durch Antiquitäten, die Jugendstil-Gemälde an den Wänden durch Werke des Expressionismus. Er unterstützte die 1919 gegründete expressionistische Künstlergruppe Jung-Erfurt. Sein Sohn Hans beschrieb 1957, dass das Umdekorieren der Gemälde und Skulpturen in der Villa zu einem beinahe alltäglichen Geschäft wurde, an dem sich auch zu Besuch weilende Künstler beteiligten. Davon konnten auch Anstreicher gut leben, die die Wände immer wieder ausbessern und in passenden Farbtönen auf die Gemälde abstimmen mussten.
Während der 1920er Jahre förderte Alfred Hess maßgeblich das Städtische Kunstmuseum, das heutige Angermuseum, durch Stiftungen und Leihgaben moderner Kunst (Bilder und Skulpturen) in Zusammenarbeit mit den Museumsdirektoren Edwin Redslob, Walter Kaesbach und Herbert Kunze, unterstützt durch den Erfurter Oberbürgermeister Bruno Mann. Der Magistrat der Stadt Erfurt hatte sich explizit gegen den Erwerb solcher moderner Kunst ausgesprochen, so dass Alfred Hess bis etwa Mitte der 1920er Jahre alle Ankäufe des Städtischen Kunstmuseums selbst finanzierte und regelmäßig Werke aus seiner Privatsammlung für Ausstellungen an das Museum auslieh.

„Mein Glück war, in Erfurt den schon weit über die Grenzen der Stadt hinaus bekannten Alfred Hess kennenzulernen. Er war ein sehr reicher Mann, der tagtäglich hunderte von Schuhen herstellte. Am Abend, wenn er nach Hause kam, setzte er sich ans Fenster, rauchte seine Pfeife und sagte: »Ja, für mich ist das Ganze eine furchtbare Belastung. Mein Tabak und jeden Tag ein richtiges Beefsteak würden mir eigentlich genügen«. So war Alfred Hess eingestellt; ein wunderbar feiner Mensch, klein und etwas rundlich. Mit ihm und seiner Frau habe ich eine schöne Freundschaft geschlossen. Ich durfte Alfred Hess nicht nur helfen, seine moderne Sammlung aufzubauen, sondern als ich anfing, für das Museum der Stadt Erfurt moderne Bilder zu erwerben, bezahlte er alle Ankäufe.“

Alfred Hess, als jüdischer Unternehmer ohnehin antisemitischen Anfeindungen und Sozialneid ausgesetzt, wurde dadurch auch mit politischer und kultureller Diffamierung konfrontiert, die sich auf seinen auf die Moderne ausgerichteten Kunstgeschmack bezog. Die Erfurter Tageszeitungen verunglimpften ihn als „jüdisch-bolschewistischen Agenten“.
Als die Regierung des Freistaats Thüringen das Bauhaus Weimar 1924 schließen wollte, reichte er für dessen Weiterführung gemeinsam mit anderen Vertretern aus Industrie und Wirtschaft eine Petition an den Landtag ein, die die Bereitstellung von 100.000 bis 150.000 Reichsmark zur Erhaltung vorsah. Dabei wurde betont, dass das Interesse allein der kulturellen Bedeutung des Bauhauses gelte und nicht wirtschaftlicher Natur sei.
Ab 1924/1925 förderte Alfred Hess maßgeblich das Landerziehungsheim Schule am Meer auf der Nordseeinsel Juist, das sich dafür insbesondere durch einen musischen Schwerpunkt mit dem Darstellenden Spiel empfohlen hatte. Hess war ab Oktober 1924 neben dem Schweizer Pädagogen Rudolf Aeschlimann, dem österreichischen Maler Fritz Hafner, dem Berliner Reformpädagogen Martin Luserke, der promovierten lothringischen Sozialwissenschaftlerin Elisabeth Jaffé, geb. Freiin von Richthofen und dem promovierten fränkischen Chemiker Paul Reiner Mitglied des Kuratoriums der Stiftung Schule am Meer. Zudem zählte er zu deren Vertrauensleuten, die interessierte Eltern über das Internat informiert und beraten haben. Hess vermittelte der Schule am Meer Künstler und Kunsthistoriker aus seinem Bekanntenkreis, so Walter Kaesbach, Wilhelm Lehmbruck und Christian Rohlfs, die für die Schüler Führungen durch Kunstmuseen organisierten und persönlich begleiteten bzw. Originalwerke aus dem eigenen Œuvre für Ausstellungen innerhalb des Internats zur Verfügung stellten, anhand deren die Schüler sich einen direkten Eindruck von Stilmerkmalen und Maltechnik verschaffen konnten, angeleitet durch ihren Kunstlehrer, der selbst Kunstmaler war.

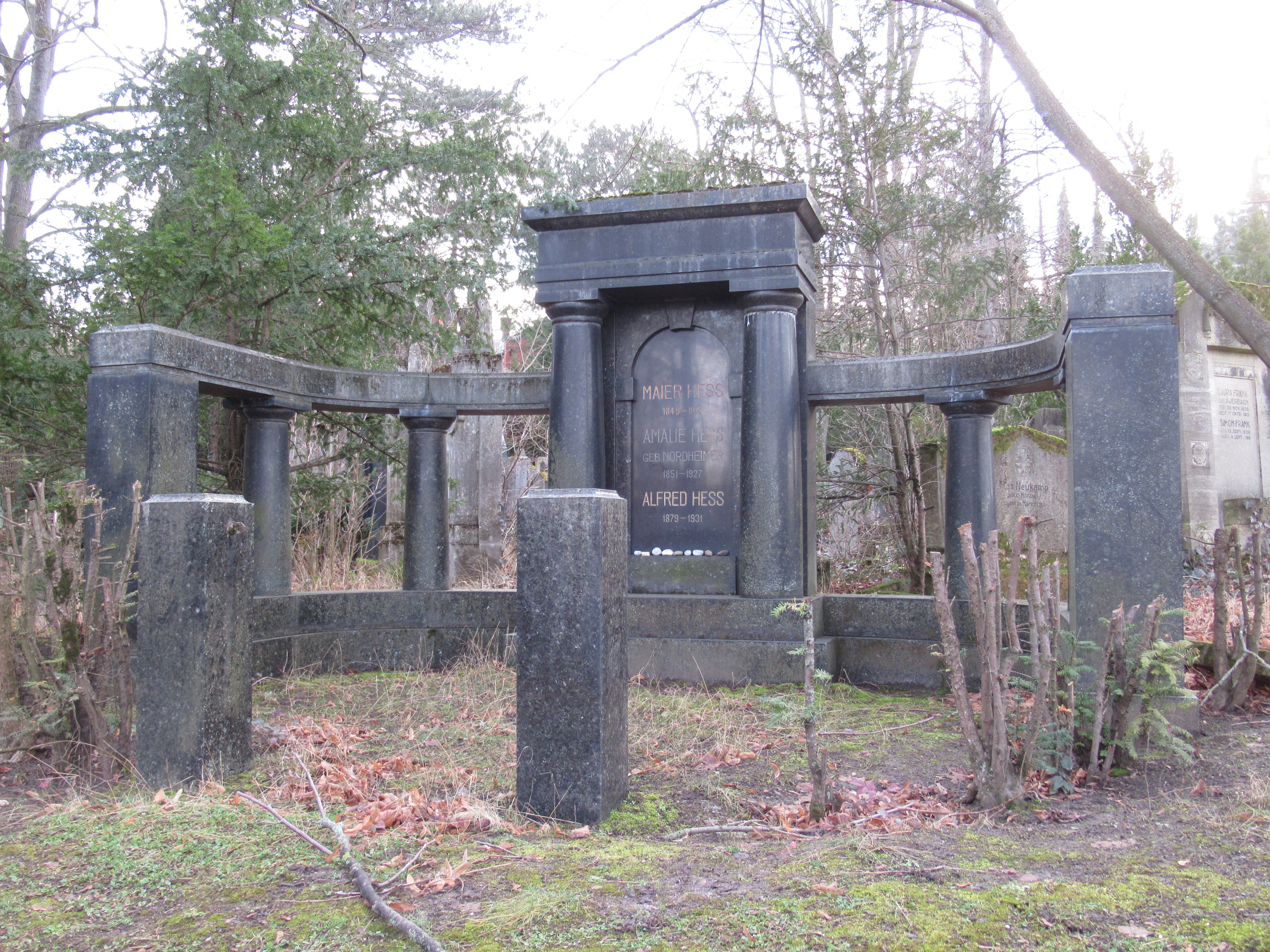
Grabmonument der Unternehmerfamilie Maier Hess auf dem Neuen Jüdischen Friedhof in Erfurt

Ihrem Sohn Hans ermöglichten Alfred und Thekla Hess den Besuch reformpädagogischer Landerziehungsheime, weil sie dort einen geringeren Grad von Antisemitismus vermuteten. Hans Hess besuchte nacheinander die Odenwaldschule im südhessischen Ober-Hambach, die Freie Schulgemeinde im thüringischen Wickersdorf bei Saalfeld und die Schule am Meer auf Juist. Dort wurden auch Kinder von Künstlern unterrichtet, mit denen die Familie Hess Kontakt hatte, beispielsweise Laurence Feininger, ein Sohn des Malers und Grafikers Lyonel Feininger, Heinz Ludwig Friedlaender (* 12. Juni 1913), Sohn des promovierten Philosophen und Schriftstellers Salomo Friedlaender, Walter Joachim Kaesbach geb. Passenheim (* 8. Juli 1917 in Hamburg), Sohn des Kunsthistorikers Walter Kaesbach. Feininger, Friedlaender und Kaesbach sen. finden sich im Gästebuch des Ehepaars Hess.
Alfred Hess litt im Dezember 1931 an einer Cholezystitis und starb unerwartet 52-jährig während einer Operation. Er wurde auf dem Neuen Jüdischen Friedhof in Erfurt im Grab seiner Eltern beigesetzt.

## Nachwirkungen
Alfred Hess hinterließ seiner Ehefrau Thekla neben den Mehrheitsanteilen an der vier Werke umfassenden Schuhfabrik einige Immobilien und eine Sammlung von ca. 70 Ölgemälden, 200 Aquarellen und Zeichnungen sowie 4000 grafischen Blättern, u. a. von Umberto Boccioni, Heinrich Campendonk, Marc Chagall, James Ensor, Lyonel Feininger, Erich Heckel, Wassili Kandinsky, Ernst Ludwig Kirchner, Paul Klee, Oskar Kokoschka, Wilhelm Lehmbruck, August Macke, Aristide Maillol, Franz Marc, Otto Mueller, Heinrich Nauen, Emil Nolde, Max Pechstein, Christian Rohlfs und Karl Schmidt-Rottluff.
Thekla Hess überschrieb die Villa Georg Hess (20. Oktober 1868 in Berkach, Landkreis Meiningen, Herzogtum Sachsen-Meiningen; ermordet am 30. April 1943 im Vernichtungslager Sobibór, Generalgouvernement), dem Onkel ihres Ehemanns, trat einige Bilder an Familienmitglieder und ehemalige Direktoren des Unternehmens ab und zog von Erfurt mit der Kunstsammlung ins oberfränkische Lichtenfels zu ihrer Mutter Rosa Pauson.
1937 ließ Thekla Hess einen großen Teil der Sammlung beim Kölnischen Kunstverein unterbringen. Ernst Ludwig Kirchners Schlüsselwerk Berliner Straßenszene wurde daraufhin durch diesen Verein an den Frankfurter Sammler Carl Hagemann verkauft, der das Werk an das Land Berlin weiterveräußerte. Ab 1980 hing das Werk im Berliner Brücke-Museum.
Das Werk kam per Restitution in den Besitz von Anita Halpin, der Enkelin von Alfred und Thekla Hess, die es 2006 in einer Auktion für umgerechnet etwa 30 Millionen Euro an die Neue Galerie New York versteigern ließ.
Thekla Hess brachte zahlreiche Werke aus der Sammlung auch im Kunsthaus Zürich unter, die sie jedoch 1937 bis auf 19 verbleibende Arbeiten von Zürich ebenfalls nach Köln transferieren ließ.
Im September 1939 folgte Thekla Hess ihrem über Frankreich nach Großbritannien emigrierten Sohn Hans. Zuvor hatte sie einige Werke der Kunstsammlung versteckt in Mobiliar aus dem NS-Staat schmuggeln können, andere verblieben in Lichtenfels.
1943 wurde der Kölnische Kunstverein während der Luftangriffe auf Köln durch Bomben getroffen, wodurch zahlreiche Werke aus der Sammlung Hess verloren gingen.
Die Erfurter Liegenschaft von M. & L. Hess wurde später durch die Nationale Volksarmee als Lager- und Verwaltungsgebäude genutzt, heute durch die Bundeswehr.
Nach der Gründung des Mitteldeutschen Rundfunks nutzte die öffentlich-rechtliche Sendeanstalt die Villa Hess. Seit ihrer Restaurierung wird sie vom Gemeinde- und Städtebund Thüringen genutzt.

## Ehrungen

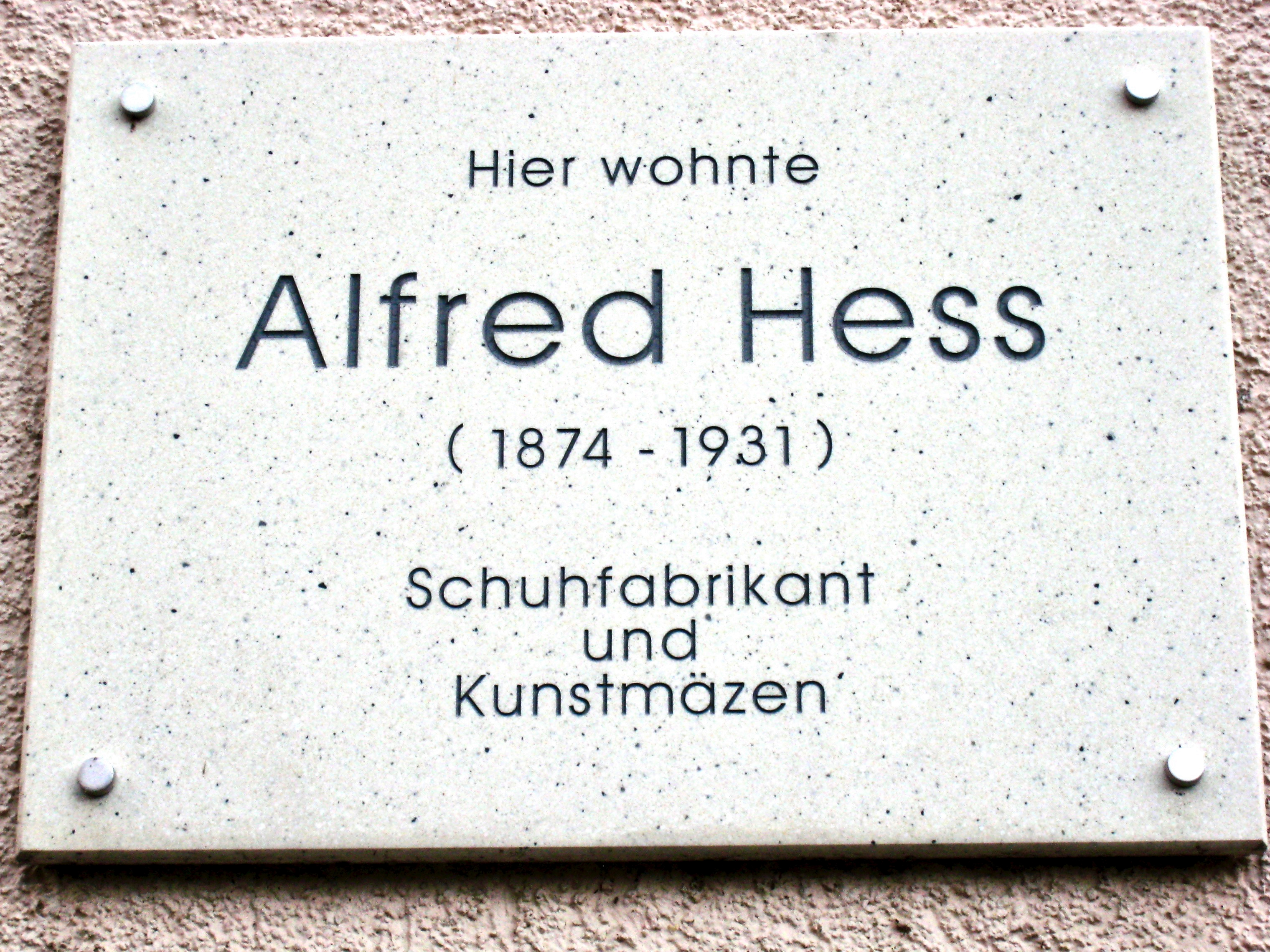
Gedenktafel an der Villa Hess in Erfurt mit fehlerhaftem Geburtsjahr

- Nach vorangegangenem Widerstand seitens einiger Anlieger wurde die vorherige Erfurter Straße der Einheit (ursprünglich: Hohenzollernstraße) im Jahr 1992 in Alfred-Hess-Straße umbenannt. Die alte Bezeichnung, die sich auf die 1946 erfolgte Zwangsvereinigung der SPD mit der KPD zur DDR-Staatspartei SED bezogen hatte, sollte nach dem Wunsch der Einspruch erhebenden Anlieger beibehalten werden, um nun an die 1990 erfolgte Wiedervereinigung der beiden deutschen Teilstaaten zu erinnern.
- An der Hauswand der Villa in Erfurt wurde 1992 eine Gedenktafel für Alfred Hess angebracht, allerdings mit falschem Geburtsjahr.[21]

## Medien
Hörfunk
- Alfred Hess – Ein jüdischer Kunstmäzen aus Erfurt, Hörfunkbeitrag des Deutschlandfunks vom 15. Dezember 2021, 8:42 Minuten. In: Deutschlandfunk, auf: deutschlandfunkkultur.de

Fernsehen
- Familie Hess, Fernsehbeitrag des Bayerischen Rundfunks vom 8. Februar 2024, 9:43 Minuten. In: ARD-Mediathek, auf: ardmediathek.de